# Wolfgang Löwe
Wolfgang Löwe   (Suhl, 14 de juny de 1953) és un exjugador de voleibol alemany que va competir sota bandera de la República Democràtica Alemanya durant la dècada de 1970.
El 1972 va prendre part en els Jocs Olímpics de Múnic, on guanyà la medalla de plata en la competició de voleibol. A nivell de clubs jugà al SC Leipzig, amb qui guanyà cinc edicions de la lliga de la RDA entre 1972 i 1976.